# Who Named It?

Who Named It? (De qui vient ce nom ?) est un dictionnaire en ligne en anglais d'éponymes médicaux et de biographies de médecins associés à ces éponymes. Un grand nombre de sujets sont traités sous forme d'articles développés incluant des bibliographies importantes.
Le site est hébergé en Norvège et est administré par l'historien de la médecine Ole Daniel Enersen.